# クラッシュ (格闘技)

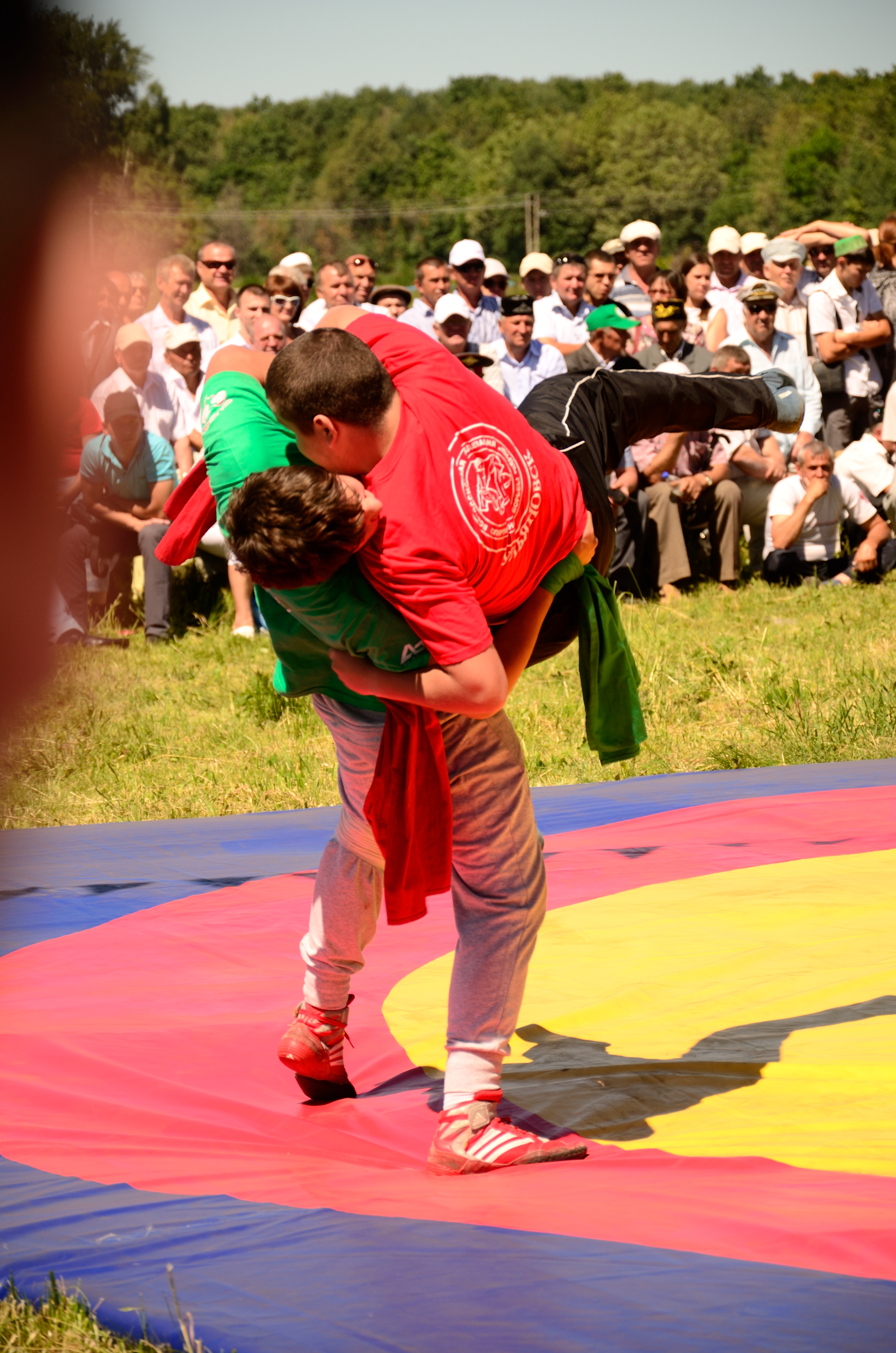
クラッシュ

クラッシュ（Kurash / Кураш）は、上半身に胴着を着て行う投げだけで行われる柔道の立ち技に似たウズベキスタン発祥の格闘技で、ウズベキスタンの国技。

## 概要
その源は紀元前4世紀ごろまで遡れる、古くからトルキスタンで行われてきた民族的格闘技。ティムール帝国のティムール（1336-1405年）の時代に、武術奨励策の一環として盛んに行われるようになり、その後、幾多の歴史的攻防の中で発展、衰退を繰り返し現在に至っている。
現在の形はウズベキスタンが1991年ソ連から独立したのを契機として従来の民族格闘技を超えて、国際的競技に脱皮しようという意見が持ち上がった際に、クラッシュ関係者を中心として柔道関係者、サンボ関係者を交えて研究を重ねた結果形成されたものである。

### 現在の競技状況
現在ではウズベキスタン、トルクメニスタン、カザフスタン、キルギスタン、タジキスタンなどの中央アジア地域を中心に盛んに行われており競技人口は100万人を超える。同地域では柔道も盛んであるが、カザフスタンでは賞金の出るカザックレス(カザフ相撲)のトレーニングを目的とするなど、他の格闘技との兼業も多いため正確な競技人口は不明である。
第1回世界シニアクラッシュ選手権大会は1999年5月1日〜2日の日程でウズベキスタン共和国タシケントで行われた。
国際大会などでは各国土着の格闘技などからも参加者があり、日本では柔道の選手もクラッシュに参加をしている。国際競技連盟は国際クラッシュ協会。国際クラッシュ協会は2018年現在GAISFに加盟していない。
アジア競技大会では2018年ジャカルタ・パレンバン大会より正式競技として採用された。